# Stephen F. Brown
Stephen F. Brown, OBE (* 1940) ist ein britischer Bauingenieur in der Geotechnik und Professor an der University of Nottingham (Nottingham Transportation Engineering Center, NTEC).

## Karriere und Forschung
Brown machte 1960 seinen Abschluss als Bauingenieur an der Universität Nottingham mit Bestnoten und war dann drei Jahre als beratender Ingenieur in Großbritannien und Südafrika. Ab 1965 war er wieder an der Universität Nottingham, an der er 1965 Lecturer wurde, 1978 Reader und 1983 Professor. Er promovierte an der Universität Nottingham (Ph. D. und D. Sc.). 2005 wurde er emeritiert.
1992 bis 1995 war er Dekan der Ingenieursfakultät in Nottingham und 1989 bis 1994 sowie 1999 bis 2003 leitete er die Fakultät für Bauingenieurwesen. 1994 bis 1998 war er Vizekanzler der Universität für Forschung, kommerzielle Umsetzung und Verbindung zur Industrie. Außerdem war er Mitgründer und Direktor des 1985 aus der Universität gegründeten weltweit tätigen Ingenieurbüros Scott Wilson Pavement Engineering (SWK Pavement Engineering Ltd.) und Besitzer der US-Abteilung der Firma in New Jersey.
Brown untersuchte ab den 1980er Jahren den Einsatz von Geogittern (aus Polymeren hoher Festigkeit) bei Asphalt-Straßen (in der Asphaltdecke) und später (2000er Jahre) für das Gleisbett von Eisenbahnlinien. Dabei arbeitete er Anfang der 1980er Jahre mit dem Erfinder des Verfahrens Frank Brian Mercer (1927–1998) zusammen (Industrieprodukt Tensar).
1996 war er Rankine Lecturer (Soil mechanics in pavement engineering). 1997 erhielt er die James Alfred Ewing Gold Medal der Institution of Civil Engineers. Er ist Mitglied der Royal Academy of Engineering. Für seine Arbeiten zur Verbesserung von Eisenbahnstrecken erhielt er den Senior Mercer Award der Royal Society. Er war Präsident der British Geotechnical Society. 2007/2008 war er Präsident der US Association of Asphalt Paving Technologists. Er ist Fellow der Institution of Civil Engineers und wurde 1996 in die Gilde der Straßenpflasterer (City of London Livery of the Worshipful Company of Paviors) der Stadt London aufgenommen. 1997 war er Distinguished Lecturer der International Society for Asphalt Pavements.
1985 bis 1989 koordinierte er die Abteilung Geotechnik bei der SERC.

## Schriften
- mit B. V. Brodrick: Nottingham pavement test facility, Transportation Research Record 810, 1981, S. 67–72.
- mit J. M. Brunton, D. A. B. Hughes, B. V. Broderick: Polymer grid reinforcement of asphalt, Journal of Asphalt Technology, Band 54, 1985, S. 18–41.
- mit B. V. Broderick, N. H. Thom, G. R. McDowell: The Nottingham Railway Test Facility, Proc. of the ICE-Transport, Band 160, TR 2, 2007, S. 59–65.
- mit J. Kwan, N. H. Thom: Identifying the key parameters that influence geogrid reinforcement of railway ballast, Geotextiles and Geomembranes, Band 25, 2007, S. 326–335.
- An assessment of geogrid use in railway and asphalt applications, Jubilee Symposium on Polymer Geogrid Reinforcement, London 2009, pdf
- mit G. R. Mcdowell, O. Harireche, H. Konietzky, N. H. Thom: Discrete element modeling of geogrid-reinforced aggregates., Geotechnical Engineering, Nr. 159, 2006, S. 35–48.